# Taylan Antalyalı
Taylan Antalyalı (Muğla, 8 de enero de 1995) es un futbolista turco que juega en la demarcación de centrocampista y se encuentra sin equipo tras abandonar el Galatasaray S. K.

## Selección nacional
Tras jugar en la selección de fútbol sub-15 de Turquía, la sub-16, la sub-17, la sub-18, la sub-19 y la sub-20 finalmente hizo su debut con la selección absoluta el 24 de marzo de 2021 en un partido de clasificación para la Copa Mundial de Fútbol de 2022 contra Países Bajos que finalizó con un resultado de 4-2 a favor del combinado turco tras los goles de Davy Klaassen y Luuk de Jong para el combinado neerlandés, y de Hakan Çalhanoğlu y un triplete de Burak Yılmaz para Turquía.

## Clubes
| Club                         | País    | Año       | Partidos | Goles |
| ---------------------------- | ------- | --------- | -------- | ----- |
| Bucaspor                     | Turquía | 2012-2014 | 44       | 1     |
| Gençlerbirliği S. K.         | Turquía | 2014-2016 | 9        | 0     |
| Kayseri Erciyesspor (cedido) | Turquía | 2016      | 13       | 1     |
| Hacettepe S. K. (cedido)     | Turquía | 2016-2017 | 28       | 2     |
| BB Erzurumspor               | Turquía | 2017-2019 | 68       | 10    |
| Galatasaray S. K.            | Turquía | 2019-2022 | 102      | 2     |
| Ankaragücü (cedido)          | Turquía | 2022-2023 | 32       | 3     |
| Samsunspor (cedido)          | Turquía | 2023-2024 | 26       | 2     |
| Bodrum F. K. (cedido)        | Turquía | 2024-2025 | 26       | 1     |